# Jessica Mualim
Jessica Mualim Fajuri (Recoleta, Santiago, 1 de diciembre de 1964) es una administradora pública y política Chilena, militante de Renovación Nacional. Desde el 6 de diciembre de 2016, se desempeña como alcaldesa de María Pinto en la Región Metropolitana de Santiago de Chile.

## Biografía

### Familia
Nacida en Recoleta, comuna de la Región Metropolitana de Chile, es la hija intermedia del matrimonio de origen palestino formado por Roberto Mualim Lama y Monica Fajuri Sabat. A temprana edad, por el trabajo de su padre que se desempeñaba como ejecutivo de la Compañía Pirelli, se trasladó y radicó en Brasil. A su regreso a Chile, se casó, tuvo dos hijos y estudió Administración pública en la Universidad de Valparaíso.

### Trayectoria Política
En 1996, se presentó como candidata a alcaldesa por María Pinto, resultando electa por estrecho margen. Con sólo 32 años de edad, se transformó en la primera y más joven alcaldesa de María Pinto. Se mantuvo en dicho cargo hasta 2008, después de ganar consecutivamente las elecciones municipales de 2000 y 2004. En las elecciones municipales de 2008 postuló a la Alcaldía de Curacaví, no resultando electa. 
En 2010, tras la creación del Ministerio de Medioambiente y bajo el Primer gobierno de Sebastián Piñera asumió como la primera Seremi de Medio Ambiente de la Región Metropolitana, cargo en el que se mantuvo hasta el 19 de agosto de 2011. El 19 de agosto de 2011, asumió como Subdirectora Nacional del Servicio Nacional de la Mujer de Chile, cargo que desempeñó hasta su renuncia en noviembre de 2012.
Luego de su salida del gobierno, asumió como Directora de la Unidad de Salud Primaria -APS- de la Asociación Chilena de Municipalidades.
En las elecciones municipales de 2016, decide volver a competir por la alcaldía de María Pinto, esta vez como Independiente fuera de pacto, resultando ganadora con el 50,05% de los votos. En las elecciones municipales de 2021 y 2024, ha resultado reelecta, por lo que actualmente, sigue liderando como alcaldesa a la Municipalidad de María Pinto.

## Historial electoral

### Elecciones municipales de 1996
- Elecciones municipales de 1996, para la alcaldía de María Pinto, Región Metropolitana[1]

(Se consideran sólo los candidatos que resultaron elegidos para el Concejo Municipal)
| Candidato              | Pacto                          | Partido | Votos | %     | Resultado |
| ---------------------- | ------------------------------ | ------- | ----- | ----- | --------- |
| Jessica Mualim Fajuri  | Participación y Progreso       | ILDUD   | 1 677 | 35,32 | Alcaldesa |
| Luis Sagues Garay      | Participación y Progreso       | ILDUD   | 46    | 0,97  | Concejal  |
| José Martínez Sagredo  | Concertación por la Democracia | PDC     | 1 610 | 33,91 | Concejal  |
| Gisela Weber Schilling | Participación y Progreso       | ILDUD   | 121   | 2,55  | Concejala |
| Margarita Cofré Olguín | Concertación por la Democracia | PDC     | 207   | 4,36  | Concejala |
| Edgardo Calderón Gómez | Concertación por la Democracia | PDC     | 124   | 2,61  | Concejal  |

### Elecciones municipales de 2000
- Elecciones municipales de 2000, para la alcaldía de María Pinto, Región Metropolitana[2]

(Se consideran sólo los candidatos que resultaron elegidos para el Concejo Municipal)
| Candidato                   | Pacto                                      | Partido | Votos | %     | Resultado |
| --------------------------- | ------------------------------------------ | ------- | ----- | ----- | --------- |
| Jessica Mualim Fajuri       | Alianza                                    | ILC     | 2 530 | 51,30 | Alcaldesa |
| Carmen Gloria Álvarez Durán | Alianza                                    | ILDUD   | 26    | 0,53  | Concejala |
| José Martínez Sagredo       | Concertación de Partidos por la Democracia | PDC     | 1 582 | 32,08 | Concejal  |
| Gisela Weber Schilling      | Alianza                                    | ILC     | 41    | 0,83  | Concejala |
| Margarita Cofré Olguín      | Concertación de Partidos por la Democracia | PDC     | 137   | 2,78  | Concejala |
| Luis Corvalán Huerta        | Concertación de Partidos por la Democracia | PPD     | 124   | 2,61  | Concejal  |

### Elecciones municipales de 2004
- Elecciones municipales de 2004, para la alcaldía de María Pinto, Región Metropolitana[3]

| Candidato             | Pacto                           | Partido | Votos | %     | Resultado |
| --------------------- | ------------------------------- | ------- | ----- | ----- | --------- |
| Jessica Mualim Fajuri | Alianza                         | UDI     | 2 538 | 51,68 | Alcaldesa |
| José Martínez Sagredo | Concertación por la Democracia  | PDC     | 2 219 | 45,18 |           |
| Paola Gómez Pommer    | Juntos Podemos                  | PH      | 64    | 1,30  |           |
| Jorge Pérez Gómez     | Independientes (Fuera de pacto) | IND     | 53    | 1,08  |           |
| Rodrigo León Pinto    | Independientes (Fuera de pacto) | IND     | 37    | 0,75  |           |

### Elecciones municipales de 2008
- Elecciones municipales de 2008, Curacaví, Región Metropolitana[4]

| Candidato                  | Pacto                           | Partido | Votos | %     | Resultado |
| -------------------------- | ------------------------------- | ------- | ----- | ----- | --------- |
| Guillermo Barros Echenique | Alianza                         | UDI     | 5 867 | 50,56 | Alcalde   |
| María Arco Herrera         | Concertación Democrática        | PDC     | 2 984 | 25,72 |           |
| Jessica Mualim Fajuri      | Independientes (Fuera de pacto) | IND     | 2 590 | 22,32 |           |
| Mario Osses Quiroz         | Por un Chile Limpio             | PRI     | 163   | 1,40  |           |

### Elecciones parlamentarias de 2009
- Elecciones parlamentarias de 2009, candidata a diputada para el Distrito 31, Alhué, Curacaví, El Monte, Isla de Maipo, María Pinto, Melipilla, Padre Hurtado, Peñaflor, San Pedro y Talagante[5]

| Candidato               | Pacto                                            | Partido | Votos  | %     | Resultado |
| ----------------------- | ------------------------------------------------ | ------- | ------ | ----- | --------- |
| Gonzalo Uriarte Herrera | Coalición por el Cambio                          | UDI     | 60.560 | 37,18 | Diputado  |
| Denise Pascal Allende   | Concertación y Juntos podemos por más democracia | PS      | 52.460 | 32,20 | Diputada  |
| Yerko Ljubetic Godoy    | Concertación y Juntos podemos por más democracia | PDC     | 16.763 | 10,29 |           |
| Jessica Mualim Fajuri   | Coalición por el Cambio                          | RN      | 23.295 | 14,30 |           |
| Fidel Valenzuela Madrid | Nueva Mayoría para Chile                         | PH      | 4.298  | 2,63  |           |
| Teresa Ruiz Flores      | Chile Limpio Vote Feliz                          | PRI     | 4.048  | 2,48  |           |
| Crescencio López Pérez  | Chile Limpio Vote Feliz                          | PRI     | 1.452  | 0,89  |           |

### Elecciones parlamentarias de 2013
- Elecciones parlamentarias de 2013, candidata a diputada para el Distrito 31, Alhué, Curacaví, El Monte, Isla de Maipo, María Pinto, Melipilla, Padre Hurtado, Peñaflor, San Pedro y Talagante[6]

| Candidato                  | Pacto                         | Partido | Votos  | %     | Resultado |
| -------------------------- | ----------------------------- | ------- | ------ | ----- | --------- |
| Denise Pascal Allende      | Nueva Mayoría                 | PS      | 66.565 | 42,97 | Diputada  |
| Juan Antonio Coloma Álamos | Alianza                       | UDI     | 31.178 | 20,12 | Diputado  |
| Jessica Mualim Fajuri      | Alianza                       | RN      | 29.836 | 19,26 |           |
| Patricio González Dolz     | Nueva Mayoría                 | ILC     | 7.669  | 4,95  |           |
| Francisco Parra Pinto      | Si tú quieres, Chile cambia   | PRO     | 6.182  | 3,99  |           |
| Manuel Retamal Jara        | Nueva Constitución para Chile | PI      | 3.475  | 2,24  |           |
| Marcelo López Salazar      | Partido Humanista             | PH      | 2.650  | 1,71  |           |
| Arsenio Álvarez Armijo     | Partido Humanista             | PH      | 2.610  | 1,68  |           |
| Esperanza Rubio Abarca     | Nueva Constitución para Chile | PI      | 2.408  | 1,55  |           |
| Jorge Madariaga Celis      | Si tú quieres, Chile cambia   | PRO     | 2.313  | 1,49  |           |

### Elecciones municipales de 2016
- Elecciones municipales de 2016, para la alcaldía de María Pinto, Región Metropolitana[7]

| Candidato                | Pacto                           | Partido | Votos | %     | Resultado |
| ------------------------ | ------------------------------- | ------- | ----- | ----- | --------- |
| Jessica Mualim Fajuri    | Independientes (Fuera de pacto) | IND     | 2 648 | 50,05 | Alcaldesa |
| Cesar Araos Aguirre      | Chile Vamos                     | UDI     | 1 816 | 34,32 |           |
| Eduardo Aguirre González | Nueva Mayoría                   | PS      | 706   | 13,34 |           |
| Carolina Araos Escandon  | Independientes (Fuera de pacto) | IND     | 121   | 2,29  |           |

### Elecciones municipales de 2021
- Elecciones municipales de 2021, para la alcaldía de María Pinto, Región Metropolitana[8]

| Candidato                 | Pacto                           | Partido | Votos | %     | Resultado |
| ------------------------- | ------------------------------- | ------- | ----- | ----- | --------- |
| Jessica Mualim Fajuri     | Chile Vamos                     | RN      | 2 529 | 45,18 | Alcaldesa |
| Rodrigo Portuguez Fuentes | Independientes (Fuera de pacto) | IND     | 2 481 | 44,32 |           |
| Pablo Gutiérrez Ramírez   | Chile Digno, Verde y Soberano   | PCCh    | 588   | 10,50 |           |

### Elecciones municipales de 2024
- Elecciones municipales de 2024 para la alcaldía de María Pinto[9]

| Candidato                | Pacto               | Partido  | Votos | %     | Resultado |
| ------------------------ | ------------------- | -------- | ----- | ----- | --------- |
| Jessica Mualim Fajuri    | Chile Vamos         | RN       | 6 946 | 60,93 | Alcaldesa |
| Carolina Jiménez Álvarez | Contigo Chile Mejor | Ind. PPD | 4 454 | 39,07 |           |